# Молоково (Ленінський міський округ)
Мо́локово (рос. Молоково) — село у складі Ленінського міського округу Московської області, Росія.

## Населення
Населення — 1938 осіб (2010; 1888 у 2002).
Національний склад (станом на 2002 рік):
- росіяни — 97 %